# Turbomeca Arrius
Turbomeca Arrius je řada turbohřídelových motorů vyráběných společností Turbomeca pro použití ve vrtulnících; poprvé byl vyroben v roce 1981. K roku 2012 bylo prodáno cca 2 700 kusů. Výkon těchto motorů se pohybuje od 357 kW/479 koní a 530 kW/716 koní pro různé verze. Podle tradice společnosti Turbomeca je motor pojmenován po pyrenejském vrchu (pic d'Arrius, který se nachází v údolí Ossau blízko Pau).

## Varianty
Arrius 2B1
Arrius 2B1A
Arrius 2B2
Arrius 2K1
Arrius 2K2

## Použití
- Eurocopter AS355 N Ecureuil 2 (2 X ARRIUS 1A)
- Eurocopter AS355 NP Ecureuil 2 (2 X ARRIUS 1A1)
- Eurocopter AS555 Fennec (2 X ARRIUS 1M)
- Agusta AW109 Power (2 X ARRIUS 2K1/2K2)
- Eurocopter EC135 T1 (2 X ARRIUS 2B1/2B1A)
- Eurocopter EC135 T2 (2 X ARRIUS 2B2)
- Eurocopter EC635 T1 (2 X ARRIUS 2B1/2B1A)
- Eurocopter EC635 T2 (2 X ARRIUS 2B2)
- Eurocopter EC120B Colibri (1 X ARRIUS 2F)
- Kamov Ka-226T (2x ARRIUS 2G2)[1]

## Specifikace (Arrius 1A)
- Zdroj:[2]

### Technické údaje
- Typ: turbohřídelový s volnou turbínou
- Délka: 1601 mm
- Průměr: 436 mm
- Suchá hmotnost: 101,3 kg

### Komponenty
- Kompresor: jednostupňový odstředivý
- Spalovací komora: prstencová
- Turbína: jednostupňová výkonová turbína

### Výkon
- Maximální výkon: 388 kW/520 koní
- Vstupní teplota turbíny: 870 °C
- Poměr výkon/hmotnosti: